# Rachael Carpani
Rachael Ann Carpani (Sydney, 1980. augusztus 24. –) ausztrál színésznő.
A McLeod lányai című sorozatban ő alakította Jodi Fountain McLeod-ot.
Sydney-ben született olasz apától és ausztrál anyától. Itt nőtt fel, és járt egyetemre. Fiatal korától kezdve statisztált, és szerepelt reklámfilmekben.
Leghíresebb szerepe a McLeod lányai című sorozat Jodi Fountain McLeod-ja. Magyarországon ezenkívül az Otthonunk című sorozatban láthattuk.
2007-ben otthagyta a McLeod lányai című sorozatot, hogy az USA-ban folytassa karrierjét (Low Dogs, Cukorbáró).
Jelenleg egy ausztrál távközlési cég kampányának egyik "arca" többek közt Dustin Hoffmannal, és az egykori teniszező John McEnroe-val.
2006-tól 2011-ig Matt Passmore a barátja, aki a McLeod lányai-ban Marcust alakítja.

## Díjak, nevezések
Az ausztrál Logie-díj-on:
- jelölt volt: 2007.- legjobb színésznő
- jelölt volt: 2007.- Gold Logie - "legnépszerűbb ausztrál televíziós személyiség"

## Munkái
| év         | film                     | szerepe              |
| ---------- | ------------------------ | -------------------- |
| 2000.      | Ihaka: Blunt Instrument  | Tara                 |
| 2001.      | All Saints               | Emily Martin         |
| 2001.      | Home and Away/ Otthonunk | Miranda              |
| 2001-2007. | McLeod lányai            | Jodi Fountain McLeod |
| 2005.      | Hating Alison Ashley     | Valjoy Yurken        |
| 2007.      | Law Dogs                 | Carly Owen           |
| 2007.      | Cane / Cukorbáró         | Terry Greenway       |